# Indian Wells Masters 2025
Indian Wells Masters 2025 a fost un turneu profesionist de tenis masculin și feminin, care s-au jucat la Indian Wells, California. A fost cea de-a 51-a ediție a turneului masculin și cea de-a 36-a ediție a turneului feminin și a fost clasificat ca eveniment ATP 1000 în Circuitul ATP 2025 și eveniment WTA 1000 în Circuitul WTA 2025. S-a desfășurat la Indian Wells Tennis Garden în perioada 5–16 martie 2025, pe terenuri dure în aer liber.

## Campioni

### Simplu masculin
Pentru mai multe informații consultați Indian Wells Masters 2025 – Simplu masculin

### Simplu feminin
Pentru mai multe informații consultați Indian Wells Masters 2025 – Simplu feminin

### Dublu masculin
Pentru mai multe informații consultați Indian Wells Masters 2025 – Dublu masculin

### Dublu feminin
Pentru mai multe informații consultați Indian Wells Masters 2025 – Dublu feminin

### Dublu mixt
Pentru mai multe informații consultați Indian Wells Masters 2025 – Dublu mixt

## Puncte și premii în bani

### Distribuția punctelor
| Probă           | C    | F   | SF  | QF  | Runda 4 | Runda 3 | Runda 2 | Runda 1 | Q   | Q2  | Q1  |
| Simplu masculin | 1000 | 650 | 400 | 200 | 100     | 50      | 30*     | 10      | 20  | 10  | 0   |
| Dublu masculin  | 1000 | 600 | 360 | 180 | 90      | 0       | N/A     | N/A     | N/A | N/A | N/A |
| Simplu feminin  | 1000 | 650 | 390 | 215 | 120     | 65      | 35*     | 10      | 30  | 20  | 2   |
| Dublu feminin   | 1000 | 650 | 390 | 215 | 120     | 10      | N/A     | N/A     | N/A | N/A | N/A |

### Premii în bani
Premiul total combinat în bani pentru Indian Wells Masters 2025 a fost de 19.387.080 $, fiecare turneu (ATP și WTA) jucând pentru 9.693.540 $. Aceasta a reprezentat o creștere de 7,76% față de 2024.
Pentru 2025, premiul în bani al campionului a fost majorat cu 9,19% (1.100.000 $ în 2024 vs 1.201.125 $ în 2025), în timp ce remunerația pierzătorilor din prima rundă a scăzut cu -15,56% (30.050 $ în 2024 vs 25.375 $ în 2025).
| Probă           | C           | F         | SF        | QF        | Runda 4   | Runda 3  | Runda 2  | Runda 1  | Q2       | Q1      |
| Simplu masculin | 1.201.125 $ | 638.750 $ | 354.850 $ | 202.000 $ | 110.250 $ | 64.500 $ | 37.650 $ | 25.375 $ | 14.730 $ | 7.640 $ |
| Simplu feminin  | 1.201.125 $ | 638.750 $ | 354.850 $ | 202.000 $ | 110.250 $ | 64.500 $ | 37.650 $ | 25.375 $ | 14.730 $ | 7.640 $ |
| Dublu masculin* | 457.150 $   | 242.020 $ | 129.970 $ | 65.000 $  | 34.850 $  | 19.050 $ | N/A      | N/A      | N/A      | N/A     |
| Dublu feminin*  | 457.150 $   | 242.020 $ | 129.970 $ | 65.000 $  | 34.850 $  | 19.050 $ | N/A      | N/A      | N/A      | N/A     |

*per echipă